# I Want It All (canción)
«I Want It All» (en español: Lo quiero todo) es la cuarta canción y primer sencillo del disco The Miracle, editado en 1989 por la banda inglesa de rock Queen. A diferencia de las otras del álbum, alcanzó el puesto n.º 3 en el Reino Unido y en los Mainstream Rock Tracks y llegó al 50 en los Billboard Hot 100. El sencillo fue lanzado en 1989 y el Lado B fue "Hang On In There", La canción fue cantada por el vocalista de The Who, Roger Daltrey, en el concierto a su amigo de toda la vida, Freddie Mercury.
La letra tiene mensajes que podrían considerarse de rebelión, aunque Brian May ha dicho que principalmente es un mensaje de ambición y de luchar por tus metas. Fue inspirada por Anita Dobson, esposa de Brian, quien solía decir "I Want it All and I Want it Now" (Lo quiero todo y lo quiero ahora).
La canción ha sido utilizada en un anuncio de Dr. Pepper. También fue usada para el anuncio publicitario de la Eurocopa 2008 de Digital + y para el de los Juegos Olímpicos de Invierno de Pyeongchang de 2018 por Eurosport.
En 2019 la canción fue utilizada por ESPN para promocionar la final de la UEFA Champions League de ese año.
Fue la canción mejor recibida del álbum The Miracle.
En 2022 el videoclip de la canción fue remarestizado en el canal de YouTube de la banda.

## En directo
La canción nunca fue interpretada en directo por el grupo, ya que su última gira fue el Magic Tour de 1986. Es por este motivo que ninguna canción del álbum The Miracle fue tocada en vivo por el grupo en vida de Freddie Mercury.
No obstante, la canción sí se interpretó en el Concierto homenaje a Freddie Mercury el 20 de abril de 1992, por los tres miembros restantes de Queen y por Roger Daltrey a la voz.
Posteriormente, la canción fue rescatada, ya sin John Deacon en la formación, para las actuaciones en directo de Queen + Paul Rodgers entre 2005 y 2006, con voces proporcionadas por Roger Taylor. En el escenario la canción fue acompañada por un video de la banda en sus primeros días en Japón, incluyendo muchas giras de los exmiembros de la banda Freddie Mercury y John Deacon. También forma parte de las giras de Queen + Adam Lambert a partir de 2012 hasta el presente.

## Personal
- Freddie Mercury: voz principal, coros y sintetizador
- Brian May: voz principal, coros, guitarra eléctrica y acústica
- Roger Taylor: batería y coros
- John Deacon: bajo